# Красная Гора (Псковская область)
Красная Гора — деревня в Кулейской волости Печорского района Псковской области.
Расположена у северо-западного побережья Псковского озера. Неподалёку есть ещё ряд деревень: к северо-западу — Мартышево, далее — волостной центр Киршино.

## Население
Численность населения деревни составляет 59 жителей по состоянию на 2000 год.
| 2001 | 2002 | 2010 |
| ---- | ---- | ---- |
| 59   | ↘56  | ↘46  |

## Топографические карты
- Лист карты O-35-XVI Пылва. Масштаб: 1 : 200 000. Издание 1980 г.